# Sipalolasma aedificatrix
Sipalolasma aedificatrix är en spindelart som beskrevs av H. C. Abraham 1924. Sipalolasma aedificatrix ingår i släktet Sipalolasma och familjen Barychelidae. Inga underarter finns listade i Catalogue of Life.